# Helen Burgess
Helen Margarite Burgess (26 de abril de 1916 – 7 de abril de 1937) fue una actriz de cine y teatro estadounidense. Descubierta por Cecil B. DeMille, empezó su carrera en la actuación cinematográfica en 1936 a la edad de diecinueve años, interpretando a Louisa Cody en el wéstern biopic de DeMille The Plainsman. Aparecería en cuatro películas más contratada por Paramount Pictures antes de morir prematuramente a los veinte años a causa de una neumonía.

## Vida y carrera

### Primeros años
Helen Margarite Burgess nació en Portland, Oregón en 1916, hija de Frank T. y Estella "Fanny" L. (de soltera, Hayden) Burgess. Su padre trabajaba como agente de distrito para la Metropolitan Life Insurance Company de Nueva York. Tenía una hermana menor, Mary. Burgess se crio principalmente en Tacoma, Washington, después de que el trabajo de su padre fuera trasladado de Portland a Seattle.
Asistió a la Annie Wright School de Tacoma, y fue descrita como una niña tímida. En 1926, la familia se trasladó de nuevo a Los Ángeles, California, donde Burgess asistió a la Escuela Preparatoria de Los Ángeles y más tarde a la Escuela Preparatoria University. También asistió a la Clark's Los Angeles Dramatic School con aspiraciones de convertirse en actriz de teatro.

### Carrera cinematográfica
Mientras protagonizaba una obra de teatro en Los Ángeles, titulada The Seventh Year, Burgess fue abordada por Jack Murton, un cazatalentos de Paramount Pictures. Durante su visita al estudio, Cecil B. DeMille se puso en contacto con ella y le ofreció un papel secundario en The Plainsman (1936). Burgess se presentó a la audición para el papel de Louisa Cody, frente a James Ellison, y fue elegida por DeMille, quien dijo sobre su elección: "Rompí una regla de 25 años cuando elegí a la Srta. Burgess para el papel de Louisa Cody. Era la primera vez que elegía a una actriz sin experiencia previa en la pantalla para un papel importante. Pero, en cuanto vi a la señorita Burgess, me di cuenta de que tenía madera de actriz fuerte y atractiva".

El 3 de enero de 1937, la periodista Eleanor Packer escribió un artículo sobre Burgess en un periódico de Los Ángeles: 
Lo sorprendente del repentino salto de Helen de la oscuridad a la fama es el hecho de que no tiene ni rastro de la sorprendente y dramática belleza que el mundo asocia con las actrices de Hollywood. Es casi lo que se llama ‘sencilla’ u ‘hogareña’. Pasaría desapercibida entre una multitud de chicas típicas de Hollywood. ¿Por qué entonces la eligió DeMille? Ella tiene algo más grande que la mera belleza. Algo más importante para la pantalla que una belleza estandarizada. Posee lo que los camarógrafos llaman un ‘rostro fotogénico’, capaz de revelar ‘emociones íntimas’ al ojo de la cámara.
En 1937, fue elegida como protagonista de A Doctor's Diary, de Charles Vidor, junto a George Bancroft. A continuación participó en la película policíaca de bajo presupuesto de Paramount King of Gamblers (1937), dirigida por Robert Florey, en la que interpretaba a una joven aterrorizada por la mafia. Su última película fue Night of Mystery (1937), de E.A. Dupont.

### Matrimonio y muerte
Burgess se fugó con Herbert Rutherford, un profesor de piano, y el 27 de enero de 1937 se casaron en Yuma, Arizona; el matrimonio duró dos meses y se anuló el 15 de marzo de 1937. Dos semanas después, el 1 de abril de 1937, contrajo un resfriado en el set de Night of Mystery. Durante la semana siguiente, el estado de salud de Burgess empeoró, hasta el punto de que fue hospitalizada con neumonía lobular. En la mañana del 7 de abril, fue colocada en una tienda de oxígeno; moriría más tarde, esa misma noche, en su casa de Hollywood. Durante su funeral, el 9 de abril, el equipo de Night of Mystery se vio obligado a seguir rodando "alrededor" de las escenas que ella no había podido completar. En el momento de su muerte, Burgess tenía previsto aparecer como protagonista junto a George Raft en You and Me (1938), de Fritz Lang.
Está enterrada en el Forest Lawn Memorial Park de Glendale, California.

## Filmografía
| Año  | Título           | Papel        | Notas                          | Ref.   |
| ---- | ---------------- | ------------ | ------------------------------ | ------ |
| 1936 | The Plainsman    | Louisa Cody  |                                | [ 12 ] |
| 1937 | A Doctor's Diary | Ruth Hanlon  |                                | [ 13 ] |
| 1937 | King of Gamblers | Jackie Nolan |                                | [ 14 ] |
| 1937 | Night of Mystery | Ada Greene   | (último papel cinematográfico) | [ 15 ] |